# Berthold Grzywatz

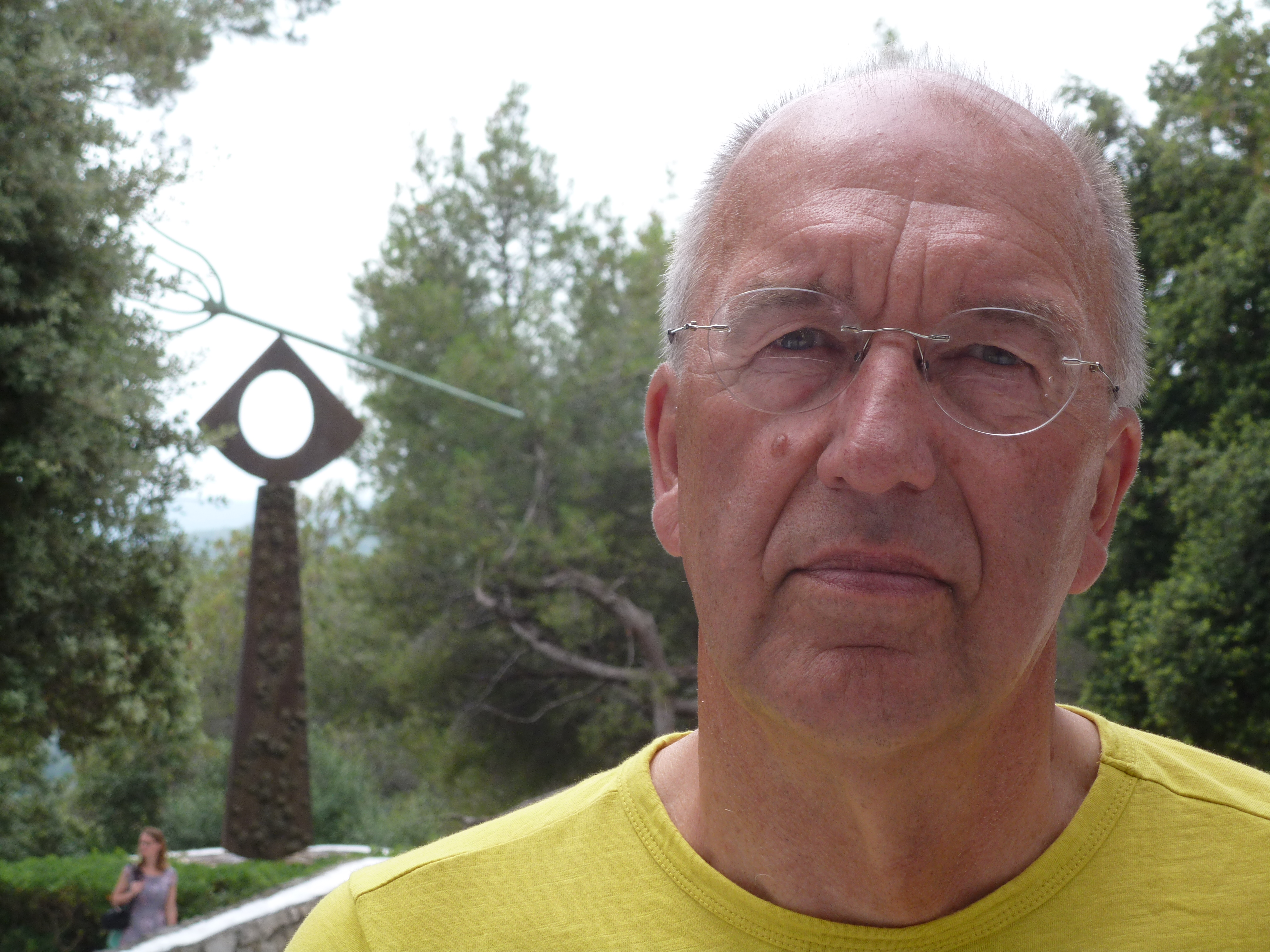
Berthold Grzywatz, 2018

Berthold Grzywatz (* 1. Oktober 1949 in Lübeck) ist ein deutscher Historiker, Bildender Künstler, Politikwissenschaftler und Schriftsteller. Er arbeitete an der Freien Universität Berlin im Bereich Neuere Geschichte, ist künstlerisch als Bildhauer und Fotograf tätig und tritt literarisch vor allem als Lyriker in Erscheinung.

## Leben und Wirken
Berthold Grzywatz studierte zwischen 1971 und 1981 an der Universität Hamburg sowie der Technischen und Freien Universität Berlin Germanistik und Geschichte, Politologie und Staatsrecht sowie Pädagogik und Volkswirtschaftslehre. Mit dem Thema „Sozialökonomischer Wandel im Berlin der Weimarer Zeit“ promovierte er in Neuerer Geschichte mit den Nebenfächern Politikwissenschaften und Staatsrecht an der Technischen Universität Berlin.
Anschließend arbeitete er in der wissenschaftlichen Forschung bei der Historischen Kommission zu Berlin. Zwischen 1987 und 1990 war er als wissenschaftlicher Mitarbeiter im Büro der Bezirksbürgermeisterin von Berlin-Charlottenburg mit dem Forschungsprojekt zur Architektur- und Kulturgeschichte des städtischen Rathauses beauftragt. Ab 1991 leitete er das von der Deutschen Forschungsgemeinschaft geförderte Projekt „Selbstverwaltung und Stadtentwicklung im 19. und 20. Jahrhundert“, dessen Forschungsergebnisse die Grundlage seiner späteren Habilitationsschrift bilden.
Im Jahr 1995 nahm er eine ständige Lehrtätigkeit am Friedrich-Meinecke-Institut des Fachbereichs Geschichts- und Kulturwissenschaften der Freien Universität Berlin im Bereich Neuere Geschichte auf.
Zwischen 1995 und 2000 war Grzywatz an der Gedenkstätte Deutscher Widerstand bzw. am Fachbereich Politische und Sozialwissenschaften der Freien Universität Berlin, Forschungsstelle Widerstandsgeschichte, mit einer zeithistorischen Forschungstätigkeit zur NS-Verfolgtengeschichte in der postdiktatorischen Gesellschaft der Bundesrepublik Deutschland beauftragt. In diesem Zusammenhang leitete er das von der Deutschen Forschungsgemeinschaft geförderte Projekt „Die Verfolgten des Nationalsozialismus in der deutschen Nachkriegspolitik“.
2001 erfolgte die Habilitation am Fachbereich Geschichts- und Kulturwissenschaften der Freien Universität Berlin mit der Schrift Stadt, Bürgertum und Staat im 19. Jahrhundert und anschließend die Erteilung der Lehrbefugnis im Fach Neuere Geschichte.
In seinen Forschungen befasst sich Grzywatz in einem breit gefächerten Ansatz mit der neueren Sozial- und Stadtgeschichte, der Zeitgeschichte unter den Aspekten von Diktaturerfahrung und Erinnerungspolitik in der demokratischen Gesellschaft, wobei der Opferperspektive besondere Aufmerksamkeit gewidmet wird und schließlich der Geschichte des deutschen Bürgertums unter besonderer Berücksichtigung des politisch-rechtlichen Systems.
Grzywatz beschäftigte sich schon während seiner Studienzeit autodidaktisch mit skulpturalen Arbeiten. Nach 2005 erfolgte die Einrichtung eines Ateliers und die Aufnahme der Tätigkeit als Bildhauer. Wichtig war dann die Begegnung mit der an der Gerrit-Rietveld-Akademie in Amsterdam ausgebildeten Bildhauerin Fiona Oltmann-Copyn in Kiel, die ihm grundlegende Erfahrungen im plastischen Gestalten vermittelte.
Spätestens ab 2010 gewann die Fotografie als weitere künstlerische Ausdrucksform im Werk von Grzywatz an Bedeutung.
Mit der künstlerischen Praxis wandte sich Grzywatz auch der literarischen Arbeit zu, insbesondere der Lyrik.
Grzywatz ist Mitglied des Berufsverbands Bildender Künstler Kassel-Nordhessen und Schleswig-Holstein. Er ist Mitglied in der Kulturentwicklungsplanung für die Region Rendsburg. Als künstlerischer Leiter begleitet er das Forum Junge Kunst und arbeitet an der Entwicklung des interregionalen Projekt Ars Hærvejen – Kunst am Weg. Zudem kuratiert er Ausstellungen in der Galerie ‚Der Lokschuppen‘ in Rendsburg.

## Literarisches Werk
Die Literatur von Berthold Grzywatz fragt nach den Grundbedingungen moderner Lebensweisen. Sie setzt sich mit dem menschlichen Ich in seiner entfremdeten Existenz sowie seiner Suche nach Identität und Bindung auseinander. Verletzbarkeit und Leere werden in Beziehungsdiagrammen deutlich, Entfremdung im hinterfragten Dasein, sowohl kulturell als auch ideologisch. Im Verweisen auf den verdinglichten sozialen Raum und die Distanz zu den politischen Welten wird die individuelle Existenz des Menschen immer wieder in Frage gestellt.
Grzywatz problematisiert zudem die Wirkungen einer medial vernetzten Umwelt und die Einflussnahme der Massenkultur auf die individuelle Existenz. Es wird sowohl die produktive als auch die rezeptive Seite des kulturellen Prozesses in den Blick genommen. Mit dieser Perspektive verbindet sich der Versuch, das Verhältnis der Abhängigkeiten, den Ideologietransfer, die Fragwürdigkeit der Aufklärungs- und Selbstverwirklichungsstrategien, aber auch die Ohnmacht des Einzelnen gegenüber den Vereinsamungstendenzen in der digital vermittelten Welt auszuleuchten.

## Künstlerisches Werk
In seinen Skulpturen, Plastiken und Installationen sucht Grzywatz die Auseinandersetzung mit der Vielgestaltigkeit individueller Existenz. Die Bildwerke streben keine Erzählung im Sinne linearer Prozesse an, die durch tradierte Wiederholungen und Brüche gekennzeichnet sind. Vielmehr geht es um Abstraktion, um Strukturen und Fragmente, um Relationen und Konstellationen, die auf Typisches bzw. Allgemeines und Expression abzielen. Die Kunst erscheint insofern als surrealer, emotionaler Raum. Gegen eine Einordnung in Gruppenzusammenhänge oder Kunstströmungen hat sich Grzywatz von Beginn an abwehrend verhalten. Allerdings ist eine, durchaus ambivalente Nähe zur Natur und natürlichen Form nicht zu übersehen.
Am Beginn der künstlerischen Praxis stehen Arbeiten in Holz, die jedoch rasch von einer spannungsreichen Mischung der Materialien Stahl, Stein und Holz abgelöst werden. Spätestens ab 2010 folgen vermehrt plastische Arbeiten im Sandgussverfahren, deren Materialbasis bevorzugt Aluminium ist.
Die Fotografie von Grzywatz ist objektzentriert. Sie erschließt ebenso die ästhetischen Qualitäten des Fragmentarischen, wie sie Abstraktion und Reduktion als Mittel der Wahrnehmung nutzt. Die ausgewählten Objekte sind dem unmittelbaren Alltagsleben entnommen oder sie resultieren aus der Begegnung mit der Natur. Es finden subtile Auseinandersetzungen mit der Stofflichkeit und Materialstruktur, der Beschaffenheit von Oberflächen, mit den Mustern der Ding- und Naturwelt, ihren Anordnungen und Linien, ihren Brüchen und Kontrasten statt. Die Objekte sollen durch die Reduktion des Kontextes neue Seherfahrungen ermöglichen, die auf die Erschließung von bisher Unbekanntem abzielen. Grzywatz greift indessen auch zum Mittel des Arrangements, indem er Objekte in neue Zusammenhänge stellt, oder er wendet sich der abstrakten Fotomontage zu.
In der Publikation über „Skulptur und fotografische Imagination“ verbindet er plastisches und fotografisches Werk. Im Wege der Nahaufnahme und Vergrößerung von Einzelpartien, der Fragmentierung von Maßstab und Optik sowie der farblichen Verfremdung erzeugt Grzywatz Bilder, die über die bildhauerische Diktion hinaus Bedeutungen schaffen. Auf diese Weise gelingt es, seine Skulpturen in neuen Zusammenhängen wahrzunehmen.

## Veröffentlichungen

### Literarische Schriften
- Wenn Vergessen Leben Ist. Gedichte. Aachen 2012, ISBN 978-3-8422-4068-1.
- Ortserkundung. Gedichte. Aachen 2012, ISBN 978-3-8422-4067-4.
- Verordnete Existenz. Gedichte. Aachen 2014, ISBN 978-3-8422-4328-6.
- Entblößungen. Gedichte. Aachen 2015, ISBN 978-3-8422-4328-6.
- Surreales Tagebuch. Gedichte. Aachen 2016, ISBN 978-3-8422-4465-8.
- Das unwirtliche Wirkliche. Gedichte. Aachen 2020, ISBN 978-3-8422-4712-3.

### Wissenschaftliche Schriften

#### Monografien
- Stadt, Bürgertum und Staat im 19. Jahrhundert. Selbstverwaltung, Partizipation und Repräsentation in Berlin und Preußen 1806 bis 1918. (= Quellen und Forschungen zur Brandenburgischen und Preußischen Geschichte. Bd. 23). Berlin 2003, ISBN 3-428-10562-1.
- Das Rathaus Charlottenburg. Zur Geschichte und Ikonographie eines bürgerlichen Monumentalbauwerks. Berlin 1989, ISBN 3-87776-055-4.
- Arbeit und Bevölkerung im Berlin der Weimarer Zeit. Eine historisch-statistische Untersuchung. Mit einer Einführung von Otto Büsch und Stefi Jersch-Wenzel. (= Einzelveröffentlichungen der Historischen Kommission zu Berlin. Bd. 63). Berlin 1988, ISBN 3-7678-0730-0.

#### Herausgeberschaft
- Stadtgeschichte als Kulturarbeit. Beiträge zur Geschichtspraxis in Berlin-Ost und – West. Hrsg. von Berthold Grzywatz/Birgit Jochens/Knut Lienemann/Andreas Ludwig. Berlin 1991, ISBN 3-87776-904-7.

## Künstlerische Schriften
- Skulptur und fotografische Imagination. Berlin 2024. ISBN 978-3-96703-131-7.

## Auszeichnungen
- Prämierung der Habilitationsschrift durch die Stiftung der deutschen Städte, Gemeinden und Kreise zur Förderung der Kommunalwissenschaften als herausragende Arbeit auf dem Gebiet der Kommunalwissenschaften.
- Auszeichnung der Monografie Das Rathaus Charlottenburg. Zur Geschichte und Ikonographie eines bürgerlichen Monumentalbauwerks mit der Zulassung zur Promotion am Fachbereich Architektur der Technischen Universität Berlin.